# Bhútánská literatura

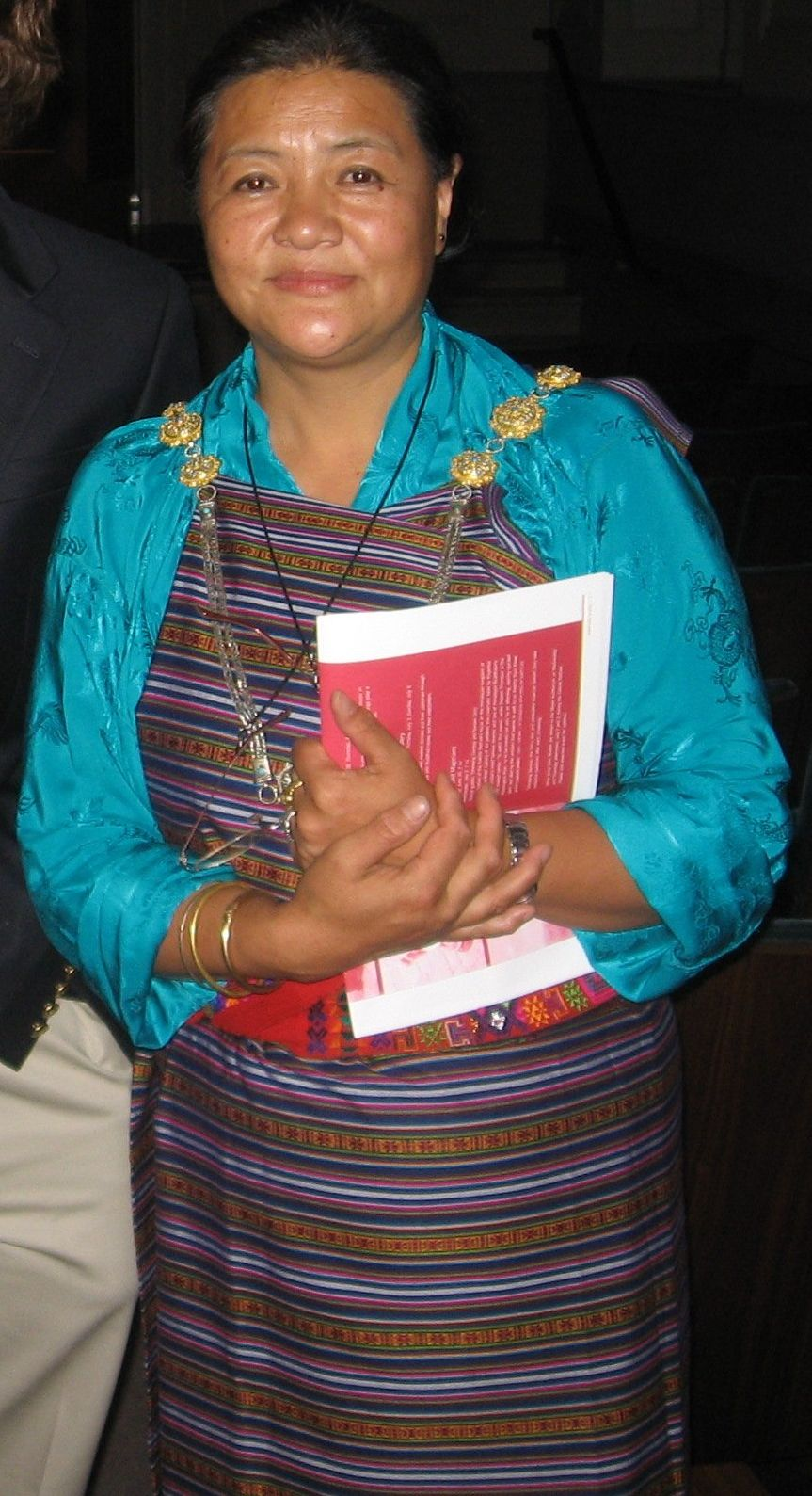
Kunzang Čoden, sběratelka bhútánské lidové slovesnosti a jedna z prvních autorek původní bhútánské literatury

Bhútánská literatura je soubor literárních děl, která byla složena či napsána obyvateli Bhútánu, nejčastěji v jazyce dzongkha (bhútánštině), případně v jiném z devatenácti užívaných jazyků. Až do 80. let 20. století byla bhútánská slovesná kultura téměř zcela orální, výjimku tvořily jen některé náboženské a historické texty, které se tiskly v Tibetu. Kromě převládajícího tibetského buddhismu měl na bhútánskou kulturu dílčí vliv také hinduismus.
Podobně jako v ostatních středoasijských zemích je oblíbenou postavou bájný panovník a hrdina Gesar. Vyprávění o jeho činech jsou v Bhútánu zaznamenávána od roku 1979. Bohatou mozaiku bhútánské ústně předávané literatury tvoří dále lidové příběhy, písně a básně, mýty a hrdinská vyprávění, legendy, balady, životopisy panovníků a významných osobností země a rovněž kratší žánry jako vtipy, hádanky či přísloví. Přestože od 90. let existují vládou podporované snahy o zaznamenání projevů ústní lidové slovesnosti a jejich překlad do jiných jazyků, tato činnost je stále hodnocena jako nedostačující. První významnější sbírkou se v roce 1994 stala do angličtiny přeložená sbírka Folktales of Bhutan (Bhútánské lidové příběhy), již sestavila Kunzang Čoden. Autorka později sesbírala například také vyprávění o bájném sněžném muži, známém jako yetti, v bhútánštině „mi goi“ (Bhutanese Tales of the Yeti). Jiným sebráním a překladem textů je sbírka The Boneless Tongue (Jazyk bez kostí), v níž Dordži Thinlej převedl do angličtiny bhútánská poučení a přísloví (dep gtam). Aktivní byl také akademik a romanopisec Karma Ura nebo politik a badatel Sonam Kinga. V roce 2012 byly některé texty přeloženy rovněž do češtiny v rámci souboru Himálajské pohádky.
Teprve po roce 2000 se objevili autoři původní literární tvorby, psané ovšem převážně k angličtině. Kromě Kunzang Čoden, známé například svým prozaickým zpracováním příběhu toulavého psa (Dawa), získali určitou popularitu také Kinlej Dordži s povídkovou sbírkou Within the Realm of Happiness (V říši štěstí), Ugjen Gjeltšen s románem Dear Seday (Milá Sedaj) či Dodži Dhratjul se románem Escapades (Eskapády). Bhútánská knižní kultura byla však i ve druhé dekádě 21. století hodnocena jako téměř neexistující, s tím, že nepočetní bhútánští čtenáři vyhledávají spíše zahraniční díla.